# Podlahtnica
Podlahtnica (latinsko ulna) je kost roke, ki leži v podlaktu na  mezinčevi strani. Na zadnji strani proksimalne epifize, se nahaja debel, kljunu podoben odrastek - olecranon. Na sprednji strani olekranona je polmesečasta zareza (incisura trochlearis), v kateri drsi valjčna zareza (trochlea humeri). Manjša zareza pa leži na lateralni strani kosti - koželjnična zareza (incisura radialis), v kateri se podlahtnica stika z koželjnico. Distalna epifiza ima glavo (caput ulnae), ki se stika z zarezo na sredinski strani koželjnice in šiljast odrastek (processus styloideus).